# 吴澄 (1900年)
吴澄（1900年6月8日—1930年12月31日）。字幼清，号剑秋，笔名剑英，云南昆明人，中国共产党早期领导人，中国共产党第五次全国代表大会代表。

## 生平
1919年，吴澄由云南省立女子师范学校附小毕业。后考入云南女子师范学校。1924年毕业后，到昆明市立第五小学任教。吴澄认为妇女要独立，首先必须经济独立；因此便约了杨静珊等十几人，创办女子合作团。女子合作团向各学校伙食团，推销咸菜时，吴澄认识了云南省立一中图书馆管理员李国柱。1924年冬，李国柱在学校组织成立了青年努力会，他介绍吴澄参加了组织。不久，吴澄又发展赵琴仙、杨静珊、张增智等一批会员，并成立了分会，由吴澄负责，公开的名称是青年妇女励进会，组织进步女青年参加爱国民主运动。1925年，吴澄参与组织昆明五卅惨案后援会。同年，经李国柱介绍加入中国共产主义青年团，主持成立云南妇女第一个团支部，任支部书记；后一度实际负责云南共青团工作。1926年8月，肩负云南建党任务的李鑫回到昆明，与吴澄取得联系，介绍她加入中国共产党；她也成为云南省最早的中国共产党女性党员。1926年11月至1927年3月，任中共云南特别支部书记。1926年，创办《云南学生》，期间开展敦促龙云改组省政府倒唐继尧的工作。
1927年2月，吴澄任中共云南省临时工作委员会委员，负责民运及妇女运动。3月，筹组云南妇女解放协会，并任国民党云南省临时党部执行委员兼妇女部部长。4月至12月，任云南妇女解放协会主席。1927年4月下旬，作为正式代表，出席中国共产党第五次全国代表大会，并列席共青团四大，返同时受国民党中央海外部部长彭泽民委托，途中视察越南河内、西贡两地国民党组织活动情况。1927年6月，回到云南，参与营救遇难同志的活动。同年12月至1928年4月，任中共云南省临时委员会委员。1928年4月至10月，任中共云南省特别委员会委员。1928年春，深入蒙自、个旧一带苗族村寨开辟工作；同年6月，被指定代理中共云南省特别委员会书记，主持中共云南省委工作。1928年7月，在中共滇南区委驻地查皮尼主持召开中共云南省特别委员会临时党代会。1928年10月至1929年1月，任中共云南省临时委员会委员。1929年1月至1930年1月，任中共云南省临时委员会审查委员。
1929年秋，吴澄与中共云南省委委员兼共青团省委书记李国柱结为夫妻。此后，继续从事中共地下工作。1930年1月，任中共云南省委员会委员。同年10月24日，由于遭人举报被捕。12月31日，尚有身孕的吴澄同丈夫，以及王德三、张经辰一起被害于昆明北校场。后被追认为革命烈士。1984年，云南省人民政府将吴澄的遗骨迁葬于黑龙潭公园内，与王德三、马登云二烈士墓并列。

## 家庭
吴澄父亲为吴锡忠，清末留学日本，民国时期是省立女子师范学校教师，中华人民共和国成立后，聘为云南省文史馆馆员，是昆明知名的书法家，有一女三子，吴澄最长。